# Castra Severiana
Castra Severiana (łac. Diocesis Castraseverianensis) – stolica historycznej diecezji we Cesarstwie rzymskim w prowincji Mauretania Cezarensis, zlikwidowana w VII w. podczas ekspansji islamskiej, współcześnie w północnej Algierii. Obecnie katolickie biskupstwo tytularne. 

## Biskupi tytularni
| Lp. | Biskup              | Funkcja                                               | Od                   | Do                   |
| --- | ------------------- | ----------------------------------------------------- | -------------------- | -------------------- |
| 1   | Giuseppe Maritano   | biskup-prałat Macapá (Brazylia)                       | 29 grudnia 1965      | 26 maja 1978         |
| 2   | Paul Dacoury-Tabley | biskup pomocniczy Abidżanu (Wybrzeże Kości Słoniowej) | 9 kwietnia 1979      | 19 grudnia 1994      |
| 3   | Evarist Pinto       | biskup pomocniczy Karaczi (Pakistan)                  | 17 lutego 2000       | 5 stycznia 2004      |
| 4   | Wasyl Semeniuk      | eparcha pomocniczy tarnopolsko-zborowski (Ukraina)    | 10 lutego 2004       | 19 października 2006 |
| 5   | Pedro María Laxague | biskup pomocniczy Bahía Blanca (Argentyna)            | 14 listopada 2006    | 3 listopada 2015     |
| 6   | Giorgio Marengo     | prefekt apostolski Ułan Bator (Mongolia)              | 2 kwietnia 2020      | 27 sierpnia 2022     |
| 7   | Alessandro Giraudo  | biskup pomocniczy Turynu (Włochy)                     | 22 października 2022 |                      |